# Tordyliopsis
Tordyliopsis là chi thực vật có hoa trong họ Apiaceae.